# بیل فربی
بیل فربی (انگلیسی: Bill Furby; ۱ مهٔ ۱۸۶۹ – ۱۹۴۶ (۷۶−۷۷ سال)) بازیکن فوتبال اهل بریتانیا بود.
از باشگاه‌هایی که در آن بازی کرده‌است می‌توان به باشگاه فوتبال ساوت‌همپتون اشاره کرد.